# 科马罗米·蒂博尔
科马罗米·蒂博尔（匈牙利語：Komáromi Tibor，1964年8月15日—），匈牙利男子摔跤运动员。他曾代表匈牙利参加1988年和1992年夏季奥林匹克运动会摔跤比赛，其中1988年奥运会获得一枚银牌。